# فاطمة عوام
فاطمة عوام (1959 - 2014)  لاعبة مغربية متخصصة في سباق المسافات المتوسطة، حصلت فاطمة على شهادة الباكلورية قسم علوم تجريبية سنة 1979، ولتطوير موهبتها الرياضية التي ظهرت في المرحلة الثانوية فضلت فاطمة أن تصبح أستاذة للرياضة وقد حققت ذلك بعد التحاقها مركز تكوين أساتذة الرياضة بمدينة الدار البيضاء، ثم حصلت على شهادة تختص بالرياضة النسائية من الإتحاد الدولي لألعاب القوى سنة 1995، بعدها شهادة في الإدارة (التسويق والاتصالات) بالدار البيضاء سنة 1996، وقد خضعت سنة 2000 بسويسرا إلى دورة تدريبية في إدارة الأندية الرياضية، وفي فرنسا حصلت على شهادة تأطير المدربين الرياضيين، وختمت مشوارها الدراسي بحصولها على شهادة إدارة الأعمال سنة 2005. بدأت مسيرتها الرياضية منذ عام 1972 حتى عام 1991 تنقلت خلالها بين المغرب وفرنسا وإيطاليا وإسبانيا واخيرا سويسرا لتعود في الأخير إلى بلادها المغرب.
توفيت فاطمة عوام السبت 27 دجنبر 2014.

## المشاركات والإنجازات
ثلاث ميداليات في الألعاب العربية بالدار البيضاء سنة 1985، توجت بطلة إفريقيا بميدالتين ذهبيتين بعنابة في الجزائر سنة 1988، ميداليتين ذهبيتين خلال الألعاب الفرنكوفونية التي أقيمت بالدار البيضاء 1989، كما بلغت الأدوار النهائية الألعاب العالمية الجامعية باليابان 1985، الرابعة عالميا في بطولة العالم ببرشلونة 1990
شاركت فاطمة عوام في أكثر من 300 منافسة دولية معترف بها من قبل الوكالة الدولية لألعاب القوى، أهم ما حققته في مشوارها الرياضي أن حطمت الرقم القياسي العالمي في مسافة 2 ميل حيث كانت أول امرأة مغربية وعربية وأفريقية تحطم الرقم القياسي في إيطاليا سنة 1987، في نفس السنة كانت أول مغربية تصل إلى النهائي دورة الألعاب الأولمبية 1988 في سيؤول لمسافة 1500 م، كما وصلت إلى نهائي بطولة العالم في مسافة 3000م.
حصلت على ميداليتين في الألعاب الفرانكوفونية 1989 حيث حصلت على الميدالية الذهبية في مسافة 1500م و3000م بالدار البيضاء، كما حصدت ما يناهز تسع مداليات ذهبية مابين 1985 و1989 في العديد من التظاهرات الدولية في كل من المسافة 1500م و3000م، كما حطمت العديد من الأرقام القياسية الوطنية والأفريقية والعربية والدولية أهمها تحطيم الرقم القياسي العالمي في مسافة الميلين حيث حققت 9 دقائق و39 ثانية و42 جزء من المئة.
كما حققت ثلاث ميداليات في الألعاب العربية بالدار البيضاء سنة 1985، وتوجت بطلة إفريقيا بميدالتين ذهبيتين بعنابة في الجزائر سنة 1988، كما بلغت الأدوار النهائية الألعاب العالمية الجامعية باليابان 1985، وحلت الرابعة عالميا في بطولة العالم ببرشلونة 1990 .
اختيرت كأحسن رياضية مغربية لسنة 1987، ورشحت من قبل الملك الحسن الثاني بمراكش سنة 1994، في تونس تم اختيارها كأحسن مسيرة مغربية سنة 2002، قبل ذلك تم اختيارها لتمثل قطاع الرياضة النسائية ضمن لجنة مراجعة قانون الأسرة في عام 2000، كما تم اختيارها لتكون سفيرة اليونيسكو من 2002 إلى 2008، وقد كانت الرئيس المؤسس للجنة المرأة الرياضية التابعة للجنة الأولمبية الوطنية المغربي من 2002 إلى 2006، هي الآن تشغل رئيسة نادي الوداد البيضاوي لكرة القدم النسوية وأيضا رئيسة نادي الوداد لألعاب القوى.